# Atrofia cortical posterior
A atrofia cortical posterior (ACP), também conhecida como Síndrome de Benson, é uma síndrome neurodegenerativa que afecta principalmente os lobos parietal e occipital. Embora já tivessem sido descritos anteriormente doentes com deficiência visual progressiva com acuidade normal, o termo atrofia cortical posterior foi introduzido por Benson e colegas, que descreveram uma série de doentes com défices no processamento visual de ordem superior e características consistentes com aspectos das síndromes de Gerstmann e Balint, mas com memória episódica relativamente preservada até uma fase mais avançada da doença. Séries de casos subsequentes determinaram que a patologia subjacente mais comum era a doença de Alzheimer (DA), levando a nomenclaturas alternativas, incluindo a variante visual da DA e a DA biparietal. No entanto, uma vez que a ACP pode dever-se a patologias alternativas, incluindo a degenerescência corticobasal, a doença dos corpos de Lewy e (muito raramente) a doença de priões, o termo abrangente atrofia cortical posterior é agora preferido para descrever a síndrome, com critérios contemporâneos que permitem subdivisões em subtipos de ACP pura, ACP-plus e patológica, dependendo da apresentação clínica e da disponibilidade de provas de biomarcadores da patologia subjacente.
A ACP é normalmente uma forma atípica da doença de Alzheimer com uma idade de início relativamente jovem. Os novos critérios de diagnóstico permitem que os doentes sejam diagnosticados numa base sindrómica como tendo uma forma visual primária (pura) ou uma forma mais complexa (plus) de ACP e, quando possível, numa base específica da doença utilizando biomarcadores ou patologia subjacente. As técnicas de imagiologia demonstraram que alguns processos patológicos são concordantes (atrofia, hipometabolismo, deposição de tau) com os sintomas clínicos e outros são discordantes (deposição generalizada de amilóide). Estão a ser envidados esforços a nível internacional para estabelecer os fundamentos genéticos desta forma tipicamente esporádica da doença de Alzheimer. Na ausência de terapias específicas que modifiquem a doença, podem ser dadas várias sugestões práticas aos doentes e às suas famílias para facilitar a leitura e as actividades da vida diária, promover a independência e melhorar a qualidade de vida.
Embora rara, a ACP é uma entidade diagnóstica importante que os neurologistas, oftalmologistas e optometristas devem reconhecer para permitir um diagnóstico preciso precoce e um tratamento adequado do doente. A ACP constitui uma oportunidade importante para investigar as causas da vulnerabilidade selectiva na doença de Alzheimer.

## Apresentação clínica
As principais características da ACP incluem défices visuo-espaciais e perceptivos, bem como características da síndrome de Gerstmann (acalculia, desorientação esquerda-direita, agnosia dos dedos e agrafia), síndrome de Balint (apraxia motora ocular, ataxia óptica e simultanagnosia), alexia e apraxia. Em contraste com a DA típica, a memória episódica está relativamente preservada no início da doença; em comparação com a demência frontotemporal, para além da característica comum de ansiedade, a personalidade e o comportamento não são normalmente afectados na ACP e o discernimento está preservado.

### História Clínica
Devido à sua relativa raridade, a ACP é frequentemente diagnosticada tardiamente e, na altura em que os doentes se apresentam aos neurologistas, os sintomas estão frequentemente presentes há muitos meses ou anos. Os sintomas muito precoces podem ser bastante nebulosos: os doentes descrevem frequentemente ansiedade inespecífica e uma sensação de que algo está errado, antes de surgirem problemas mais concretos (normalmente centrados na visão). Os doentes podem ter um historial de visitas repetidas a optometristas ou oftalmologistas e várias mudanças sem sucesso nos óculos ou procedimentos cirúrgicos na tentativa de corrigir a acuidade. Muitas vezes, os doentes conseguem exprimir-se com muita clareza e, por isso, não são considerados como tendo uma "demência " ou são diagnosticados como tendo tido um AVC antes de surgirem problemas progressivos. Os doentes descrevem frequentemente que causam danos menores nos seus carros devido a problemas em avaliar as distâncias quando estacionam. Os problemas de leitura de relógios analógicos e de sinais digitalizados pixelizados são características iniciais comuns.
Devido à rareza e dificuldade de diagnóstico da ACP, apresentámos um caso clínico na tabela 1:
| Tabela 1 – Caso Clínico |
| Uma mulher de 57 anos apresentou-se devido a dificuldades visuais progressivas. Inicialmente, tinha-se apresentado a um optometrista aos 50 anos, tendo notado dificuldades na condução e problemas ao encher seringas e ao tirar pontos no seu trabalho como enfermeira hospitalar. O optometrista constatou uma "dificuldade de visão periférica" e encaminhou-a para um oftalmologista, que não encontrou qualquer base oftalmológica para as suas dificuldades. Posteriormente, a doente voltou ao optometrista, que lhe receitou lentes multifocais, seguidas de dois pares de óculos suplementares. A doente passou a exercer funções de enfermeira de clínica geral, mas notou mais dificuldades em tarefas visualmente exigentes, como escrever notas para os doentes, ler receitas médicas e transcrever informações para um computador. O marido também se apercebeu cada vez mais de que a doente nem sempre via tudo à sua volta, especialmente do lado esquerdo; ela perdia-se durante as danças em festas populares e, numa ocasião, separaram-se quando ele virou à esquerda na estação de metro para onde estavam a caminhar, enquanto ela continuou em frente. Ao longo dos 6 anos seguintes, a doente teve cinco consultas médicas, incluindo uma visita a uma clínica de memória, que constatou que "não parece haver qualquer indício de demência". Foi só quando o marido e o filho analisaram o relatório do radiologista de uma ecografia cerebral e notaram os termos posterior, córtex, atrofia e parietal que o diagnóstico avançou. O marido relatou: "Procurei essas palavras na Internet e o que apareceu foi atrofia cortical posterior". |
| A avaliação neuropsicológica revelou uma disfunção visual, visuoperceptual e visuo-espacial precoce significativa; apesar da boa acuidade visual (equivalente de Snellen: 6/9), falhou nos testes de discriminação de formas, contagem de pontos e percepção de letras fragmentadas. Apresentava défices adicionais em numeracia, praxia e memória de curto prazo auditivo-verbal. Estes défices foram observados no contexto de uma memória episódica relativamente bem preservada em tarefas de reconhecimento verbal e apenas erros ocasionais nos componentes fonológicos da recuperação de palavras. Este perfil cognitivo era consistente com a síndrome de atrofia cortical posterior (ACP), de acordo com os critérios de consenso da ACP (nível de classificação 1). |
| O exame neurológico e a revisão dos sintomas neuropsiquiátricos não revelaram qualquer evidência de sintomas consistentes com outras síndromes neurodegenerativas (portanto, consistente com ACP-pura no nível de classificação 2). A classificação visual padrão da imagem amilóide produziu resultados consistentes com a patologia da doença de Alzheimer (compatível com a ACP-Doença de Alzheimer no nível de classificação 3). |
| COMENTÁRIOS |
| Este caso é um exemplo típico do atraso no diagnóstico da PCA. Os sintomas visuais que tipificam esta doença são geralmente considerados, de forma incorrecta, como resultantes de patologia ocular e não cortical e, na ausência de problemas de memória "típicos", muitas vezes não se considera a hipótese de uma demência neurodegenerativa. |

Com o passar do tempo, surgem dificuldades de leitura na grande maioria dos doentes. Os doentes perdem-se tipicamente durante a leitura de texto, particularmente quando passam de uma linha para outra ou quando há demasiada informação textual concorrente (o chamado crowding) ou podem descrever uma sensação de que as palavras se estão a mover ou a escorregar da página. A maioria dos doentes com ACP não conseguirá ler dentro de alguns anos após o início dos sintomas. Ocasionalmente, os doentes podem descrever anomalias na visão de cores, descrevendo manchas de cor ou pós-imagens prolongadas. Os doentes podem descrever dificuldades em encontrar objectos à sua frente, particularmente em ambientes mais desordenados (simultanagnosia, discutida mais adiante neste artigo) ou uma sensação de que os objectos se estão a mover. É frequente os doentes ficarem ansiosos quando andam em escadas rolantes, sobretudo quando descem; podem ser cautelosos ao atravessar a estrada devido a dificuldades em avaliar a velocidade do trânsito; e podem ter dificuldade com portas giratórias ou em identificar degraus ou declives quando andam em tapetes com padrões. Ambientes sem características, como casas de banho com azulejos brancos e superfícies brilhantes, podem ser particularmente desorientadores. É frequente os doentes desenvolverem uma perturbação do reconhecimento facial (prosopagnosia), embora continuem a ser capazes de identificar as pessoas pela voz. Alguns indivíduos descrevem sintomas invulgares que podem ser erroneamente interpretados como não orgânicos, incluindo a facilidade de ler texto pequeno em vez de texto grande, e dificuldades em identificar objectos estáticos enquanto são capazes de localizar objectos em movimento. Um exemplo extremo deste fenómeno são os doentes raros que podem praticar desportos como o ténis ou o badminton, mas que não conseguem localizar a bola ou a vela quando esta está no chão.
Fora do domínio visual, os sintomas mais comuns são os atribuídos a perturbações da função dominante do lobo parietal, incluindo dificuldades de cálculo e de manuseamento de dinheiro ou ortografia. A dispraxia (défices adquiridos na execução de programas motores complexos) é muito comum. As combinações de problemas visuais e dispraxia têm consequências funcionais significativas, incluindo dificuldade em vestir-se (por exemplo, problemas em abotoar ou fechar o fecho, atar gravatas, encontrar as mangas dos casacos ou vestir a roupa ao contrário); cozinhar; e utilizar telemóveis, controlos remotos e computadores.
A memória episódica e as deficiências executivas não são normalmente observadas nas fases iniciais, embora os doentes possam falhar em determinadas tarefas de memória e executivas devido a défices visuais, imagéticos e outros, mas surgem à medida que a doença progride. A perturbação da linguagem é tipicamente considerada uma característica tardia desta perturbação, embora existam evidências de que a anomia precoce é relativamente comum quando especificamente procurada. Isto pode reflectir o facto de que, embora nas suas formas mais puras, os diferentes sintomas estabelecidos da demência da DA possam ser facilmente distinguidos, na prática e como esperado para um processo neurodegenerativo que se espalha ao longo do tempo, existe um grau de sobreposição entre as diferentes variantes sindrómicas; isto torna-se cada vez mais evidente à medida que a doença avança.
Para além da dispraxia, podem ser observadas várias outras características motoras na ACP, incluindo rigidez dos membros, mioclonia e tremor. Embora estas possam reflectir outras patologias subjacentes que não a DA (por exemplo, degenerescência corticobasal ou, quando o parkinsonismo está presente, demência com corpos de Lewy), também podem ser observadas na ACP sustentada pela patologia de Alzheimer.
Com a progressão da ACP, os sintomas agravam-se inevitavelmente. A maioria dos doentes fica funcionalmente cega, o que tem implicações importantes para o nível de cuidados necessários e pode ser a causa de uma angústia considerável para o indivíduo, que muitas vezes tem uma boa percepção dos seus problemas. A incapacidade de ler ou de utilizar outros dispositivos de comunicação e o facto de se tornarem cada vez mais dependentes dos outros leva frequentemente os indivíduos a sentirem-se desmotivados e deprimidos. Os doentes que já têm problemas visuais graves correm um risco elevado de cair à medida que surgem outros problemas cognitivos e motores. Nas suas fases mais avançadas, a ACP é frequentemente indistinguível da DA típica avançada.

### Apresentações atípicas
Tem havido um debate considerável sobre se a presença de sintomas visuais precoces é essencial para o diagnóstico da ACP ou se as apresentações com outras características parietais (por exemplo, dispraxia proeminente precoce) com o surgimento subsequente de características visuais mais típicas devem ser classificadas sob a égide da ACP. Isto tem implicações para os critérios de diagnóstico, uma vez que os doentes com características motoras precoces podem sobrepor-se a outras patologias, como a síndrome corticobasal, uma questão que é agora abordada nos critérios de consenso mais recentes. Alguns doentes com um fenótipo de ACP puro podem ter degenerescência corticobasal ou patologia de corpos de Lewy em vez de DA. No entanto, a presença de características típicas destas patologias (por exemplo, fenómenos de membros estranhos para a degenerescência corticobasal ou alucinações precoces, perturbação do comportamento do sono com movimentos oculares rápidos [REM] ou parkinsonismo para a demência com corpos de Lewy) pode fornecer provas destas patologias alternativas. Embora a variante Heidenhain da doença de Creutzfeldt-Jakob (que se apresenta com deficiência visual precoce) possa, em teoria, ser confundida com ACP, outras características clínicas, incluindo a rapidez (habitual) da apresentação e a natureza da perturbação visual (que, na doença de priões, está frequentemente associada a distorções visuais assustadoras), significam normalmente que não se trata de um grande desafio diagnóstico. Em casos raros de sobreposição, as características da RM e a evidência de alterações de difusão, em particular na doença de Creutzfeldt-Jakob, são particularmente valiosas.

## Epidemiologia
A alteração das definições de ACP nos últimos anos e a sua relativa raridade dificultam a estimativa da incidência e prevalência. No entanto, uma característica marcante desta síndrome é que a maioria dos indivíduos afectados tem uma idade invulgarmente precoce no início da doença, apresentando-se tipicamente entre os 50 e os 65 anos de idade, embora estejam descritos doentes com início na nona década. Na maior série até à data estudada de ACP, com 302 doentes, a idade média de início foi de 58,9 anos (desvio padrão de 6,9), com 82,5% a preencherem os critérios para demência de início precoce (início antes dos 65 anos de idade). A proporção de doentes com DA que apresentam ACP varia e é provável que dependa do contexto clínico, mas foi estimada em cerca de 5% numa clínica cognitiva especializada e até 13% em casos de DA de início precoce. Para além dos doentes com uma apresentação clara de ACP, um estudo de base populacional demonstrou que 14% dos doentes diagnosticados com DA tinham perfis cognitivos consistentes com problemas visuoespaciais proeminentes, sugerindo que os problemas visuais são sub-reconhecidos em indivíduos diagnosticados com DA "típica" e levantando questões sobre se a ACP é uma entidade distinta ou se se encontra num continuum fenotípico. Embora alguns estudos sobre a ACP tenham relatado uma ligeira sobrerrepresentação de mulheres (o que pode simplesmente reflectir o facto de a DA ser mais prevalente nas mulheres), outros não relataram diferenças entre os sexos. Poucos estudos prospectivos examinaram a duração da doença na ACP; embora os doentes com DA de início precoce possam ter uma progressão mais rápida da doença do que os doentes com doença de início mais tardio, muitos doentes com ACP têm uma evolução mais prolongada, que se estende por mais de uma década.

## Subjacência patológica
A maioria dos doentes com APC tem subjacente a doença de Alzheimer, embora os casos de ACP possam estar associados a patologia de corpos de Lewy, (quer isoladamente, quer, normalmente, em combinação com a doença de Alzheimer) e, muito raramente, a gliose subcortical ou doença priónica. No exame post-mortem, a maioria dos casos terá naturalmente uma doença em fase terminal, mas mesmo em fases tardias, foram observadas diferenças na distribuição dos emaranhados neurofibrilares em comparação com os doentes com DA típica, com um envolvimento particular dos córtices visuais primários e das áreas de associação visual. Por outro lado, a maioria dos estudos não encontrou grandes diferenças na carga amilóide no córtex em comparação com outras formas de DA.

## Exame cognitivo
O exame cognitivo pode ser particularmente revelador na ACP. Os testes cognitivos de rastreio, como o Mini-Mental State Examination (MMSE), demonstram muitas vezes claramente a preservação da orientação, repetição e recordação, com dificuldades graves nas tarefas parietais dominantes (por exemplo, cálculo e ortografia) e na função parietal direita (por exemplo, copiar figuras complexas ou desenhar um relógio).
Em testes adicionais, é frequentemente observada uma discrepância acentuada entre a capacidade dos doentes para ler letras isoladas e palavras curtas em comparação com blocos de textos, uma vez que se perdem frequentemente ao passar de uma palavra para outra ou de uma linha para outra; esta situação pode melhorar se lhes for permitido usar um dedo para as localizar. A simultanagnosia (incapacidade de interpretar a totalidade de uma cena visual) pode ser demonstrada pedindo a um indivíduo que descreva uma imagem complexa; em vez de a descrever na sua totalidade, os indivíduos com ACP concentram-se frequentemente em características específicas e não conseguem ver a imagem como um todo. Isto pode ser demonstrado numa base de investigação utilizando o rastreio ocular. Uma característica particularmente marcante e muito comum da ACP é a presença de uma agnosia aperceptiva. Isto pode ser facilmente demonstrado mostrando aos doentes letras degradadas, números ou objectos, que normalmente não conseguem entender, e depois mostrando-lhes as mesmas letras na forma completa, que conseguem reconhecer. A disfunção parietal direita também pode ser demonstrada através de dificuldades na contagem de pontos, na bissecção de linhas ou no desenho de relógios.
A disfunção parietal do hemisfério dominante pode ser demonstrada através de testes de cálculo e ortografia, embora estes devam ser administrados verbalmente. Da mesma forma, ao testar a apraxia, para excluir problemas exclusivamente relacionados com dificuldades visuais, deve pedir-se aos doentes, por exemplo, que coloquem o polegar no dedo anelar ou que façam continência, em vez de lhes pedir que copiem os movimentos das mãos do examinador.
A desorientação visual (provavelmente reflectindo uma combinação de simultanagnosia e ataxia óptica), quando presente, é um sinal marcante. O doente é sentado em frente ao examinador e é-lhe pedido que se concentre no nariz do examinador, tal como se faria num teste de campo visual. O doente é instruído a estender a mão e a pegar na mão em movimento do examinador na sua visão periférica. Normalmente, um doente com ACP consegue ver a mão e muitas vezes copia os movimentos da mão, mas tem dificuldade em localizar a mão do examinador no espaço. Este fenómeno pode ser muito mais aparente num hemicampo do que no outro ou pode estar presente em ambos e está frequentemente presente na visão central, o que distingue o desalinhamento na ACP da ataxia óptica clássica. Em casos mais avançados, o doente estende a mão em direcção à gravata do examinador (sinal da gravata) ou ao rosto, em vez de alcançar a mão-alvo.

## Exame neurológico
Em doentes com ACP típica devido à DA, para além de demonstrarem os sinais visuais de ordem superior e a dispraxia descritos acima, o exame neurológico é tipicamente normal, embora, como mencionado, uma proporção de indivíduos apresente sinais motores ligeiros ou mioclonia. As características específicas que devem ser avaliadas incluem a presença de parkinsonismo significativo, que pode reflectir a patologia subjacente dos corpos de Lewy, e características motoras muito assimétricas (distonia, dispraxia, mioclonia e membro estranho), que podem reflectir uma síndrome corticobasal. Normalmente, os doentes não apresentam sinais do neurónio motor superior ou características de amiotrofia. Observar o doente a caminhar pode ser muito informativo, uma vez que não é raro os doentes com ACP apresentarem problemas ligeiros de equilíbrio e as consequências funcionais de problemas visuais de ordem superior podem ser demonstradas se os doentes chocarem contra paredes ou caixilhos de portas enquanto caminham.

## Análises e Testes
Embora o diagnóstico sindrómico de ACP seja geralmente evidente com base na história e no exame clínico, as diferentes análises e testes podem fornecer provas adicionais tanto da extensão e natureza dos défices cognitivos e visuais como da patologia causal subjacente.

### Campos visuais
Embora a avaliação ocular formal, realizada com cuidado, possa demonstrar acuidade e fundos normais, os testes de campo visual na ACP revelam frequentemente deficiências ou constrição dos hemicampos, incluindo défices de campo invulgares e variáveis que não correspondem a lesões corticais clássicas, que podem ser confundidos como não orgânicos.

### Neuropsicologia
A avaliação neuropsicológica detalhada fornece provas objectivas dos domínios cognitivos que são afectados e preservados na ACP, com implicações para o diagnóstico e, potencialmente, para a gestão da enfermedade. Uma bateria neuropsicométrica padrão pode ser utilizada em doentes com ACP, mas com algumas ressalvas. É importante que o psicólogo que efectua o teste esteja ciente das dificuldades de visão do indivíduo, assegurando que o material de teste é, sempre que possível, apresentado em forma verbal em vez de visual (por exemplo, as capacidades nominais podem ser melhor determinadas através da nomeação para uma descrição do que para uma imagem). Da mesma forma, a avaliação do QI pré-mórbido com base na leitura de palavras pode ou não ser fiável, dependendo da extensão da deficiência visual.
Os doentes com ACP apresentam tipicamente uma discrepância acentuada entre o QI de desempenho (baixo) e o QI verbal e défices nas tarefas parietais com preservação da memória e dos testes executivos, desde que sejam tidos em conta os défices imagéticos e outros (por exemplo, o desempenho da memória de reconhecimento pode permanecer preservado quando a recordação parece estar prejudicada). Nesta base, foram descritos critérios de investigação neuropsicológica para a ACP que requerem, por exemplo, evidência de deficiências (desempenho inferior ao percentil 5) em pelo menos dois de quatro testes parietais (percepção de objectos, percepção do espaço, cálculo, ortografia) com evidência de preservação (superior ao percentil 5) num teste de memória de reconhecimento, para além do cumprimento dos critérios clínicos.

### Imagiologia estrutural
Tal como o nome da doença indica, a maioria dos indivíduos com ACP terá uma perda de volume proeminente que reflecte a perda de tecido neuronal nas regiões posteriores do cérebro. Ao nível do grupo, numerosos estudos confirmaram reduções no volume parietal e occipital e afinamento nestas regiões em doentes com ACP, em comparação com controlos e doentes com DA típica. Na prática, a perda de volume posterior é muito clara em alguns casos, mas outros com sintomas muito claros podem ter pouca perda de volume, o que se torna mais difícil de discernir devido à variabilidade natural da anatomia do lobo parietal. As aquisições volumétricas ponderadas em T1 no plano coronal, complementadas por vistas sagitais, são frequentemente as melhores para apreciar a distribuição e a extensão da atrofia, e as escalas de classificação visual, como as introduzidas por Koedam e colegas, podem ser úteis para fornecer uma medida objectiva da perda de volume parietal. No entanto, na presença de uma história típica de ACP, a ausência de perda de volume parietal acentuada não deve excluir o diagnóstico. Os volumes hipocampais estão tipicamente relativamente preservados na ACP em comparação com a demência típica da DA, em consonância com a preservação relativa da memória episódica. É também importante excluir doença vascular, inflamação e lesões de massa nos córtices posteriores, que podem simular neurodegenerescência; quando a doença de Creutzfeldt-Jakob é possível, a imagem ponderada em difusão (DWI) pode ser muito útil, mostrando tipicamente a formação de fitas corticais nos lobos occipitais na variante de Heidenhain.

### Imagiologia funcional
Nos casos em que o fenótipo clínico da ACP é claro e a atrofia posterior é observada na RM, normalmente não é necessária a realização de mais exames de imagem. No entanto, em casos ambíguos, a tomografia por emissão de positrões com fludesoxiglucose (FDG-PET) pode ser extremamente valiosa para demonstrar o hipometabolismo nos córtices parieto-occipitais, que é tipicamente mais extenso do que o padrão de atrofia e pode ser observado mais cedo do que as alterações estruturais são aparentes. Embora não seja utilizada na rotina clínica, a RM com marcação do spin arterial (que fornece uma medida do fluxo sanguíneo cortical) pode fornecer informações semelhantes, embora reflicta o fluxo sanguíneo e não o metabolismo.

### Imagiologia molecular
Uma vez que os doentes com ACP, por definição, têm uma doença atípica e quase todos apresentam demência de início precoce, a maioria enquadra-se nos critérios de utilização adequados para a PET amilóide. Quando disponível, a PET amilóide pode fornecer provas valiosas para a DA subjacente. No entanto, em contraste com a impressionante focalidade das alterações dos sintomas e das imagens estruturais, a deposição de amilóide é normalmente observada em todo o córtex, sendo os exames de PET amilóide de doentes com ACP frequentemente indistinguíveis dos de doentes com formas mais típicas de DA. Assim, embora a PET amilóide tenha um papel na definição da patologia, não é útil na definição das síndromes de DA. Em contrapartida, a PET da tau, que actualmente só está disponível num contexto de investigação, mostra frequentemente uma deposição cortical posterior muito marcante da patologia da tau na ACP.

### Líquido cefalorraquidiano
De acordo com o facto de a ACP ser geralmente sustentada pela DA, a amilóide-β (Aβ)1-42 do LCR está deprimida e as concentrações de tau total e tau fosforilada estão aumentadas. No entanto, embora os níveis de depressão da Aβ1-42 sejam semelhantes aos de outras formas de DA, algumas evidências indicam que os níveis de tau total e tau fosforilada não são tão elevados como na DA típica, talvez devido a diferentes intensidades ou extensão da neurodegeneração. Na prática, portanto, os clínicos devem estar cientes de que os rácios tau para Aβ1-42 podem ser menos elevados na PCA do que na DA típica. Tal como noutras formas de DA, a contagem total de células e as proteínas não estão elevadas; se estas forem observadas, devem ser considerados outros diagnósticos.

### Testes genéticos
A ACP devido à DA é uma doença esporádica, e os testes de rotina para as formas autossómicas dominantes da doença não são normalmente indicados. O teste de genotipagem da APOE não é recomendado como parte do diagnóstico de qualquer forma de DA, e este é particularmente o caso da ACP, em que as evidências indicam que a posse de um alelo APOE ε4 pode ser menos frequente do que em casos típicos.

## Critérios de diagnóstico
Os critérios de diagnóstico originais de Mendez e colegas e Tang-Wai e colegas foram recentemente actualizados com os critérios do consórcio internacional de 2017. Estes critérios actualizados descrevem uma classificação de três níveis. O nível 1 descreve as principais características clínicas, cognitivas e de neuroimagem e as exclusões, ou seja, a síndrome clínico-radiológica. O nível 2 distingue entre uma síndrome ACP-pura e, permitindo que indivíduos que também preencham os critérios para outra síndrome neurodegenerativa, uma categorização ACP-plus. O nível 3 classifica os doentes com ACP atribuível a uma doença subjacente específica (por exemplo, ACP devido a DA, ACP devido a corpos de Lewy, ACP devido a degenerescência corticobasal ou ACP devido a doença priónica) com base na disponibilidade de biomarcadores (ou avaliação histopatológica na autópsia) que podem definir a patologia subjacente. Esta classificação pretende também ser complementar às classificações de diagnóstico da DA, que cada vez mais reconhecem a ACP como uma forma atípica de DA, proporcionando um quadro que pode ser adaptado para diferentes objectivos. Assim, para prestar apoio adequado aos indivíduos, a patologia subjacente pode ser menos relevante do que o quadro clínico, enquanto que para estudos de investigação destinados a determinar as causas da heterogeneidade fenotípica, pode ser importante classificar os doentes com base tanto na síndrome como na patologia.
| Tabela 2 – Critérios Diagnósticos |
| Características Clínicas: - Início Insidioso - Progressao Gradual - Perturbacoes visuais proeminentes e precoces com ou sem outras funcoes cognitivas posteriores |
| Características Cognitivas: - Pelo menos 3 das seguintes devem estar presentes precocemente com ou sem impacto significativo nas atividades de vida diária: 1. - Déficit da percepcao espacial 2. - Simultagnosia 3. - Déficit de percepcao de objetos 4. - Dispraxia construccional 5. - Agnosia 6. - Apraxia oculomotora 7. - Apraxia para vestir 8. - Ataxia ótica 9. - Alexia 10. - Desorientacao esquerda/direita 11. - Alcalculia 12. - Apraxia limbica 13. - Prosopagnosia Aperceptiva 14. - Agrafia 15. - Defeito visual Homónimo 16. - Agnosia do dedo - Todos os seguintes devem ser evidentes: 1. - Memória anterograda relativamente conservada 2. - Conversacao e linguagem nao visual relativamente conservada 3. - Funcoes executivas relativamente conservadas 4. - Comportamento e personalidade relativamente conservadas |
| Neuroimagem: Atrofia/hipometabolismo/hipoperfusao ocipitoparietal ou ocipitotemporal predominante em MRT/FDG-PET/SPECT |
| Critérios de Exclusao: 1. -Tumor cerebral ou outra massa cerebral que explique os sintomas 2. -Doenca Vascular, como AVC que explique os sintomas 3. -Evidencia de lesao do sistema visual aferente (nervo óptico, quiasma…) 4. -Evidencia de outra causa para os déficits cognitivos |

## Tratamento
Embora grande parte do tratamento da ACP seja semelhante ao da DA típica, os problemas visuais dominantes encontrados pela maioria dos doentes significam que algumas questões específicas requerem consideração.

### Tratamento médico
Os tratamentos farmacológicos para a ACP devem ser direccionados para o substrato patológico subjacente. Para a maioria dos doentes com ACP devido à DA, é adequado o tratamento com inibidores da acetilcolinesterase ou memantina, como seria o tratamento padrão para a DA. Embora os ensaios clínicos fundamentais para o licenciamento destes fármacos se tenham centrado na DA amnésica típica, alguns relatórios individuais demonstraram que os doentes com ACP também beneficiam destes fármacos.
A deficiência visual progressiva e a dependência crescente que surgem face a uma visão intacta resultam frequentemente em ansiedade, depressão e sentimentos de culpa significativos. Embora não tenham sido realizados ensaios controlados, a evidência anedótica sugere que os doentes podem beneficiar de aconselhamento e outras abordagens psicológicas e de tratamentos farmacológicos padrão para o humor e a ansiedade (por exemplo, com inibidores selectivos da recaptação da serotonina [ISRS]). Quando a mioclonia surge e se torna problemática, pequenas doses de levetiracetam podem ser úteis.

### Tratamentos não-farmacológicos
Na ausência de terapias modificadoras da doença, a base do tratamento de doentes com ACP (tal como com a DA típica) é a prestação de apoio prático e psicológico aos doentes afectados e aos seus cuidadores. Mesmo na ausência de terapias específicas, um diagnóstico exacto é um ponto de partida vital no percurso de cada doente, sobretudo porque o diagnóstico é frequentemente atrasado e os sintomas são negligenciados, mal interpretados ou ignorados durante muitos anos. A maioria dos doentes já terá deixado de conduzir, ou foi impedida de o fazer, na altura em que o diagnóstico é feito, mas determinar se os doentes com APC estão aptos a conduzir é claramente de importância primordial.
Os principais problemas funcionais da ACP envolvem competências quotidianas e autocuidados. A perda da capacidade de ler pode ser ajudada com a disponibilização de livros áudio. Os avanços tecnológicos, como o reconhecimento de voz em smartphones, computadores e dispositivos móveis, podem ser inestimáveis para manter a independência de um indivíduo. Foram desenvolvidas aplicações específicas para ajudar os problemas de leitura na ACP, movendo o texto para a visão central do indivíduo a uma velocidade adequada e evitando assim a necessidade de fazer movimentos sacádicos de palavra para palavra. Quando fora de casa, a disponibilização de uma bengala branca é uma medida simples que garante que os outros estão cientes das potenciais deficiências do doente. Dentro de casa, podem ser úteis medidas para ajudar a identificar objectos e a navegar (por exemplo, colocar fita adesiva colorida nas ombreiras das portas) ou etiquetar artigos específicos. À medida que a doença progride, podem ser necessárias adaptações em casa para minimizar o uso de escadas e ajudar a tomar banho e a lavar-se. O envolvimento de uma equipa multidisciplinar com terapia ocupacional e fisioterapia é muitas vezes valioso. A relativa raridade da ACP pode levar ao isolamento. O desenvolvimento de grupos de apoio específicos para estes indivíduos, a nível local e, cada vez mais, a nível nacional e internacional, pode constituir uma fonte valiosa de apoio para os indivíduos e as suas famílias.

## Direcções futuras
A ACP tem o potencial de fornecer informações valiosas sobre os factores subjacentes ao desenvolvimento da DA em geral e sobre os factores que influenciam a diversidade fenotípica. Não se sabe, por exemplo, por que razão os doentes desenvolvem estes sintomas de forma esporádica e numa idade consideravelmente mais jovem do que os doentes com DA típica. O maior estudo genético sobre a DA confirmou que a posse de um alelo APOE ε4 era um factor de risco para a ACP, mas conferia um risco menor do que para a DA típica. Este estudo destacou uma série de genes que podem potencialmente influenciar o risco, alguns dos quais estão implicados no neurodesenvolvimento. Um estudo de 2018 também forneceu evidências de que os pacientes com ACP são mais propensos a relatar deficiências de aprendizagem não linguística, matemática e visuoespacial em comparação com pacientes com DA típica e controlos. De uma perspectiva patológica, evidências emergentes mostram diferentes cepas de Aβ em ACP em comparação com a DA típica, levantando a sugestão de que diferentes formas de Aβ podem se propagar através de diferentes redes cerebrais e se associar a diferentes formas da doença. Essas descobertas, embora em sua infância, podem, com o tempo, fornecer uma compreensão mais detalhada dos mecanismos subjacentes ao desenvolvimento de ACP e DA típica e levar ao desenvolvimento de novos e mais específicos tratamentos dessas condições.

## Conclusão
A ACP é uma síndrome de neurodegenerescência rara mas importante, tipicamente sustentada pela DA. Os doentes com esta doença são frequentemente diagnosticados tardiamente ou são incorrectamente diagnosticados como tendo uma doença primária ocular ou psicologicamente mediada. O reconhecimento da ACP como uma síndrome distinta e a determinação da sua causa subjacente permitem a instituição de tratamentos não farmacológicos e farmacológicos adequados e a prestação de apoio apropriado aos doentes e às suas famílias. A ACP constitui um paradigma valioso para explorar as causas da heterogeneidade fenotípica da DA.

## Pontos-chave
- Uma característica marcante da atrofia cortical posterior é o facto de a maioria dos indivíduos afectados ter uma idade invulgarmente precoce no início da doença, apresentando-se tipicamente entre os 50 e os 65 anos de idade.
- A maioria dos doentes com atrofia da cortical posterior tem doença de Alzheimer subjacente.
- As principais características da atrofia cortical posterior incluem défices visuoespaciais e perceptivos, bem como características da síndrome de Gerstmann (acalculia, desorientação esquerda-direita, agnosia dos dedos e agrafia), síndrome de Balint (apraxia motora ocular, ataxia óptica e simultanagnosia), alexia e apraxia.
- Os doentes com atrofia cortical posterior podem ter uma história de visitas repetidas a optometristas e oftalmologistas e múltiplas mudanças sem sucesso nos óculos ou procedimentos cirúrgicos numa tentativa de corrigir a acuidade.
- Com o tempo, surgem dificuldades de leitura na grande maioria dos doentes com atrofia cortical posterior.
- Os doentes com atrofia cortical posterior ficam muitas vezes ansiosos por andar em escadas rolantes, especialmente quando estão a descer; podem ser cautelosos ao atravessar a estrada devido a dificuldades em avaliar a velocidade do trânsito; e podem ter dificuldades com portas giratórias.
- A combinação de problemas visuais e dispraxia em doentes com atrofia cortical posterior tem consequências funcionais significativas, incluindo dificuldade em vestir-se, cozinhar e utilizar telemóveis, comandos à distância e computadores.
- A simultanagnosia (incapacidade de interpretar a totalidade de uma cena visual) pode muitas vezes ser demonstrada pedindo a um indivíduo que descreva uma imagem complexa; em vez de a descreverem na sua totalidade, os indivíduos com atrofia cortical posterior concentram-se frequentemente em características específicas e não conseguem ver a imagem como um todo.
- Uma característica particularmente marcante e muito comum da atrofia cortical posterior é a presença de uma agnosia aperceptiva.
- A desorientação visual (provavelmente reflectindo combinações de simultanagnosia e ataxia óptica), quando presente, é um sinal marcante em doentes com atrofia cortical posterior.
- Ao efectuar testes neuropsicológicos na atrofia cortical posterior, é importante que o psicólogo responsável pelos testes esteja ciente das dificuldades de visão do doente, assegurando que o material de teste é, sempre que possível, apresentado em forma verbal e não visual.
- Na presença de uma história típica de atrofia cortical posterior, a ausência de perda de volume parieto-occipital acentuada não deve excluir o diagnóstico.
- A tomografia por emissão de positrões com fludesoxiglucose pode ser extremamente valiosa na demonstração do hipometabolismo nos córtices parieto-occipitais.
- Embora a tomografia por emissão de positrões de amilóide tenha um papel na confirmação da presença ou ausência de patologia amilóide, não é útil na distinção entre síndromes da doença de Alzheimer.
- A tomografia por emissão de positrões de tau, que actualmente só está disponível em contexto de investigação, mostra frequentemente uma deposição cortical posterior muito marcante de patologia de tau.
- A atrofia da cortical posterior devida à doença de Alzheimer é uma doença esporádica, e os testes de rotina para as formas autossómicas dominantes da doença não são normalmente indicados.
- Para a maioria dos doentes com atrofia da cortical posterior devida à doença de Alzheimer, é adequado o tratamento com inibidores da acetilcolinesterase ou memantina, como seria o tratamento padrão para a doença de Alzheimer.
- A base do tratamento dos doentes com atrofia da cortical posterior (tal como na doença de Alzheimer típica) é a prestação de apoio prático e psicológico aos doentes afectados e aos seus prestadores de cuidados.
- A maioria dos doentes com atrofia cortical posterior não estará apta a conduzir. A segurança na condução é de importância primordial.